# برندا لی
برندا لی (انگلیسی: Brenda Lee; ۱۱ دسامبر ۱۹۴۴ – ) خواننده و موسیقی‌دان اهل ایالات متحده آمریکا بود.